# Lübben (Spreewald)
Lübben (Spreewald) (baix sòrab: Lubin (Błota)) és un municipi alemany que pertany a l'estat de Brandenburg.

## Districtes
- Lübben Stadt (Lubin město)
- Hartmannsdorf (Hartmanojce)
- Lubolz (Lubolc)
  - Groß Lubolz (Wjelike Lubolce)
  - Klein Lubolz (Małe Lubolce)
- Neuendorf (Nowa Wjas)
- Radensdorf (Radom; Radowašojce)
- Steinkirchen (Kamjena)
- Treppendorf (Ranchow)

## Burgmestres
- 1794–1807 August Wilhelm Beckmann († 1807) i Martin Carl Andreas Neumann
- 1807–1824 Martin Carl Andreas Neumann († 1824) i Christian Gottlob Alberti
- 1824–1830 Christian Gottlob Alberti († 1830)
- 1830–1832 Schubke (kommissarisch)
- 1832–1835 Carl Gottlieb Wohlfahrt
- 1836–1852 Johann Wilhelm Neumann
- 1852–1864 Karl-August Sachsenröder
- 1864–1872 Karl-Theodor Louis Große
- 1872–1874 Friedrich Wilhelm Mehling
- 1874–1901 Emil Moritz Koberstein († 1901)
- 1902–1936 Karl Kirsch
- 1937–1945 Rudolf Genrich
- 1945–1947 Friedrich Schulze (comissari)
- 1948–1950 Alma Maey
- 1951–1952 Walter Resag (comissari)
- 1952–1953 Herbert Lewinsky (comissari)
- 1953–1954 Werner Miras
- 1954–1955 Erich Pohland
- 1955–1957 Rolf Wahl
- 1957–1960 Walter Stein
- 1960–1965 Kurt Eschberger
- 1965–1979 Paul Hoffmann
- 1979–1989 Hellmuth Franzka
- 1989–1990 Elfi Lowa
- 1990 Rolf Friedrich
- 1990- Lothar Bretterbauer

## Fills il·lustres
- Karin Büttner-Janz (1952) gimnasta artística alemanya, guanyadora de set medalles olímpiques
- Kornelia Kunisch (1959), de soltera Elbe, jugadora d'handbol alemanya
- Thorsten Rund (1976) ciclista alemany
- Carl Siegemund Schönebeck (1758 - segle XIX) violoncel·lista i compositor alemany

## Evolució demogràfica
- Evolució demogràfica en els límits de 2020
- Evolució actual i les previsions demogràfiques

| Any  | Població |
| ---- | -------- |
| 1875 | 9 168    |
| 1890 | 10 140   |
| 1910 | 12 370   |
| 1925 | 11 992   |
| 1933 | 12 018   |
| 1939 | 12 337   |
| 1946 | 12 726   |
| 1950 | 12 245   |
| 1964 | 14 717   |
| 1971 | 15 274   |
| 1981 | 15 727   |
| 1985 | 15 829   |
| 1989 | 15 712   |

| Any  | Població |
| ---- | -------- |
| 1990 | 15 495   |
| 1991 | 15 257   |
| 1992 | 15 262   |
| 1993 | 15 139   |
| 1994 | 15 202   |
| 1995 | 15 091   |
| 1996 | 15 070   |
| 1997 | 15 054   |
| 1998 | 14 998   |
| 1999 | 15 095   |

| Any  | Població |
| ---- | -------- |
| 2000 | 15 025   |
| 2001 | 14 845   |
| 2002 | 14 897   |
| 2003 | 14 807   |
| 2004 | 14 751   |
| 2005 | 14 627   |
| 2006 | 14 557   |
| 2007 | 14 346   |
| 2008 | 14 250   |
| 2009 | 14 179   |

| Any  | Població |
| ---- | -------- |
| 2010 | 14 122   |
| 2011 | 13 869   |
| 2012 | 13 815   |
| 2013 | 13 707   |
| 2014 | 13 672   |
| 2015 | 13 824   |
| 2016 | 13 861   |
| 2017 | 13 964   |
| 2018 | 14 024   |
| 2019 | 14 022   |

| Any  | Població |
| ---- | -------- |
| 2020 | 14 036   |

## Agermanaments
- Wolsztyn
- Neunkirchen (Saarland)